# Henriëtte Sablairolles

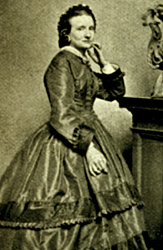
Henriëtte Sablairolles

Henriëtte Jacqueline Sablairolles (* 30. Juli 1833 in Den Haag; † 29. Juni 1890 in Oostvoorne) war eine niederländische Schauspielerin und Operettensängerin.

## Leben
Henriëtte Sablairolles wurde am 30. Juli 1833 in Den Haag geboren. Sie war die Tochter des Bühnenschauspielers Jacob Hendrik Sablairolles (1793–1833) und der Kostümbildnerin Johanna Scholten (1793–1842). Ihre Familie war protestantisch und sie war mit ihrer Zwillingsschwester Jacqueline Henriëtte, die jüngsten Kinder des Paares. Sie hatte acht Geschwister, von denen drei früh starben. Zwei Tage nach ihrer Geburt starb ihr Vater an der Cholera. Mutter Johanna Scholten blieb mit acht kleinen Kindern zurück, von denen Henriëttes Zwillingsschwester am 6. Mai 1834 starb. Ihr Vater war von Beruf Schauspieler gewesen und die beiden ältesten Töchter der protestantischen Familie, Theodora Sophia Sophie und Wilhelmina Gerretje  Min war bereits mehrfach in Kinderrollen aufgetreten. Finanziell ging es der vaterlosen Familie schlecht. Dieses Bedürfnis war wahrscheinlich der Grund für Henriëttes Mutter, als Kostümbildnerin bei der Zuid-Hollandsche Tooneelisten, einer Theatergruppe mit Sitz in Den Haag, zu arbeiten. Sophie und Mina hatten bei der Kompanie ebenfalls ein Engagement und arbeiteten auf der Bühne als Schauspielerinnen. Im Jahr 1840 begann eine weitere Schwester, Suzanna Nannette Suze, bei den Zuid-Hollandsche Tooneelisten zu spielen, und im Alter von siebzehn Jahren erhielt auch Henriëtte ein festes Engagement, nachdem sie oft in Kinder- und Transvestitenrollen aufgetreten war. Ein Rezensent schrieb zu Beginn ihrer Karriere über Henriëtte: „Dieses süße Kind hat eine äußerst angenehme Stimme, ist sehr frei und anmutig in ihrer Schauspielerei, und wenn sie weiter übt, kann sie die Zahl der wunderbaren Schauspielerinnen ihrer Familie vergrößern.“
Sie verließ die Kompanie in den frühen 1850er Jahren und nahm ein Engagement beim Salon des Variétés von Nathan Judels und Pierre Boas an. Dort lernte sie den Schauspieler Willem van Korlaar (1826–1871) kennen, den sie am 31. Mai 1854 heiratete. Mit ihm hatte sie fünf Kinder, von denen ein Sohn und eine Tochter das Erwachsenenalter erreichten. Als 1854 der Ehemann ihrer Schwester Mina Co-Direktor der Koninklijke Schouwburg in Den Hag wurde, arbeitete sie abwechselnd dort und in Amsterdam. Sie trat in verschiedenen Genres auf, war jedoch vor allem für ihre Charakter- und Karikaturrollen sowie ihre Gesangsrollen bekannt. Im Allgemeinen war sie beim Publikum sehr beliebt, insbesondere wegen ihrer guten Stimme und ihrem schelmischen Auftreten. Sie brillierte auch in Offenbachs Operetten, unter anderem als Diana in „Orpheus in der Unterwelt“ und als Metella in „Das Pariser Leben“.
Ihre ersten drei Kinder starben jeweils innerhalb von vier Monaten nach der Geburt. Ein gesunder Sohn, Willem, wurde 1858 geboren, ihm folgte 1861 eine Tochter, Theodora Sophia. Aller Wahrscheinlichkeit nach hörte Sablairolles nach der Geburt ihrer Tochter vorübergehend auf zu spielen. Ihr Mann starb 1871 und ihr Sohn begann in jungen Jahren als Schauspieler in der Kompanie seines Onkels in Den Haag aufzutreten. Sablairolles heiratete am 22. Mai 1872 in Delft den Schauspieler Arend Frederik Bruijn. Danach lebte sie in Amsterdam und nach dem Tod von Bruijn, der 1875 starb, vermietete sie Zimmer in ihrem Haus in der Ferdinand Bolstraat an Schauspieler, so 1879 an die Schauspielerin Marie van Eijsden-Vink.
1881 zog Sablairolles nach Rotterdam und wurde Mitglied der Kompanie in der Kleinen Comedie am Coolsingel. Zum letzten Mal trat sie im April 1890 anlässlich ihrer Benefizvorstellung „Mutter Moskau“ von Boureois auf. Von den vier Sablairolles-Schwestern war Henriëtte Sablairolles um 1890 die einzige, die noch als Schauspielerin tätig war. Ihr Sohn Willem wollte im Sommer 1890 in Rotterdam eine Theatergruppe gründen und bot seiner Mutter ein Engagement an. Im Winter desselben Jahres wollte Sablairolles ihr vierzigjähriges Theaterjubiläum feiern, doch sie starb unerwartet nach kurzer Krankheit im Alter von 56 Jahren am 29. Juni 1890 in Oostvoorne, wo sie während dieser Zeit von ihrem Sohn und ihrer Schwiegertochter Louise van Korlaar-van Dam gepflegt worden war.